# Jucaraseps
Jucaraseps is een geslacht van uitgestorven kleine squamate hagedissen bekend uit het Vroeg-Krijt van Las Hoyas, Spanje. 
Het bevat als enige soort Jucaraseps grandipes, in 2012 benoemd door Arnau Bolet en Susan E. Evans. De geslachtsnaam verbindt een verwijzing naar de rivier de Juacara met het Latijn seps, "hagedisje". De soortaanduiding betekent "grootvoet".
Het holotype, LH 18505, is bij La Clerva gevonden in een laag van de Calizas de La Huerguina-formatie die dateert uit het Hauterivien. Het bestaat uit een skelet met schedel.
Jucaraseps behoorde tot de clade Scincogekkonomorpha (met scleroglosside squamaten en die taxa die nauwer verwant waren aan hen dan aan Iguania) en was verwant aan de clade Scleroglossa en ook aan de taxa Eichstaettisaurus, Ardeosaurus, Bavarisaurus, Parviraptor, Yabeinosaurus en Sakurasaurus uit het Jura en Krijt.